# Lissonota sulcula
Lissonota sulcula là một loài tò vò trong họ Ichneumonidae.